# Баранова, Виктория Генриховна
Виктория Генриховна Баранова (укр. Вікторія Генріхівна Баранова) — советская и украинская шахматистка, тренер по шахматам. Мастер спорта по шахматам, призёр Кубка СССР (1980) в командном зачёте . Мастер спорта Украины.

## Биография
Родилась 13 октября 1960 года в Харькове.
Воспитанница шахматного кружка городского Дворца пионеров им. П. П. Постышева. После школы в Харькове продолжила обучение в Московском училище олимпийского резерва по направлению «Шахматы», где её тренировал известный советский шахматный тренер Абрам Иосифович Хасин. После окончания училища вернулась в 1979 году в Харьков, где обучалась в Харьковском филиале Киевской государственной академии физической культуры и спорта, который успешно закончила в 1983 году. В 1985 году вышла замуж за известного харьковского шахматиста и тренера Александра Моисеевича Подгаецкого. В 1993 году Виктории Барановой присвоено звание мастера спорта Украины по шахматам. С 1993 года до нынешнего времени является тренером и руководителем шахматного кружка в бывшем Дворце пионеров, а ныне — Областном Дворце детского и юношеского творчества. Воспитала таких известных украинских шахматистов, как международный гроссмейстер Константин Сергеевич Тарлев, международный мастер Валерий Викторович Курочкин и множество шахматистов массовых разрядов.

## Основные спортивные достижения
- 1972 — Чемпионка Харьковской области среди женщин;
- 1973, 1976 — Чемпионка Москвы среди девушек;
- 1976 — Участница школьной сборной Москвы;
- 1976 — Чемпионка Всесоюзного спортивного общества «Динамо»;
- 1977 — Участница молодежной сборной Москвы;
- 1980 — 2 место в чемпионате Центрального совета общества «Авангард»[5];
- 1980 — Кубок СССР Высшей лиги среди команд ДСО, в составе команды «Авангард»[2];
- 1982 — 3 место в чемпионате Украинской ССР, Евпатория;
- 1982 — 2 место чемпионата Всесоюзного совета ДСО профсоюзов, уступив 1 место А.Ахшарумовой[6];
- 1983 — 2 место в VIII Летней Спартакиаде Украинской ССР (Симферополь), в составе команды Харьковской области;
- 1982, 1992, 1994 — Чемпионка Харьковской области среди женщин;
- 1991 — 1 место в Четвертом Международном шахматном фестивале в Павликени, Болгария.